# Eniwetok
Eniwetok ou Enewetak (qui rendrait mieux la dénomination en marshallais) est un atoll corallien situé le plus au nord-ouest des îles Marshall en Micronésie, au centre de l’océan Pacifique. Au XXIe siècle, il est surtout connu comme lieu d'essais nucléaires par les États-Unis dans les années 1950.

## Géographie
Cet atoll, situé au nord-ouest des Marshall, se compose d’environ 40 îlots totalisant moins de 6 km2, entourant un lagon, de 80 km de circonférence.
Sa situation (11° 30′ N, 162° 20′ E) en fait le second atoll le plus à l’ouest du groupe d’îles dit « Ralik » (Ralik Chain pour les anglophones, l’autre groupe d’île étant les Ratak, plus à l’est).
Les principaux ilots sont:
- Aitsu
- Bogon
- Engebi
- Eniwetok
- Japtan
- Jeroru
- Parry
- Rujoru

## Démographie
Eniwetok comptait 664 habitants au recensement de 2011.

## Histoire
L’histoire ancienne de l’atoll n’est pas connue, et son histoire moderne a été fortement marquée par les séquelles de guerre et des essais nucléaires.
Bien que faisant partie d’une zone géographique lui donnant un statut de colonie espagnole, Enewetok semble être resté inconnu des Européens et des Occidentaux jusqu’à une première visite en 1794 par un navire marchand britannique nommé Walpole, qui a baptisé cet atoll Brown's Range (d’où le nom japonais qui se traduit par Brown Atoll).
Il n’aurait ensuite été visité que par une dizaine de navires avant la colonisation des îles Marshall par l’Empire allemand en 1885.
En 1914, au début de la Première Guerre mondiale, l'empire du Japon prend possession de l’atoll Enewetak comme du reste des îles Marshall, prise de contrôle officialisée par le mandat des îles du Pacifique de la Société des Nations en 1920.
Lors de la Seconde Guerre mondiale, les Japonais ignorent largement l’atoll jusqu’à ce que les îles Marshall deviennent l'un des enjeux stratégiques du Pacifique.
En novembre 1942, ils construisent un aérodrome sur l’île Engebi pour abriter les avions utilisés sur l’archipel des îles Carolines et le reste des Îles Marshall.
Après que l’archipel des îles Gilbert ait été conquis par les États-Unis en novembre 1943, l’armée japonaise décide de défendre l’atoll en y envoyant une brigade amphibie le 4 janvier 1944). Celle-ci n’a pas le temps de terminer ses fortifications avant la bataille d'Eniwetok en février 1944. Cette dernière se conclut par la victoire des États-Unis, qui conquièrent en une semaine tous les îlots de l’atoll. Les Japonais subissent 2 700 pertes dans l’atoll, seulement 66 hommes survivant aux combats. Les US Marines accusent de leur côté 254 tués et 55 blessés et l’US Army enregistre 94 tués et 311 blessés.
Peu après la fin de la guerre, alors que la Guerre froide et la course aux armements prennent de la vigueur, l’atoll est équipé d’un aérodrome moderne et d’une longue piste d’atterrissage, et ses habitants sont évacués, souvent de force. L’atoll est l’un des plus utilisés pour les essais nucléaires dans le cadre de la constitution du Pacific Proving Grounds, vaste champ de tir et d’étude d’essais nucléaires nord-américains.
Ce sont 43 essais nucléaires aériens ou souterrains qui sont menés sur Enewetak de 1948 (opération Sandstone) à 1958, non sans conséquences environnementales et sanitaires. L’atoll n’a été ni décontaminé, ni dépollué ou nettoyé, dans la mesure de ce qui était techniquement et économiquement possible dans les années 1970, et sera suivi pour très longtemps, un des problèmes étant que ces sites hautement contaminés sont aussi très menacés par la montée des océans induite par le réchauffement climatique, dans une zone où tremblement de terre et tsunamis ne peuvent pas non plus être exclus. L’atoll d’Eniwetok est de ce point de vue parmi les plus préoccupants ; c’est en effet là qu’a été testée la première bombe à hydrogène de 10,4 mégatonnes, sous le nom de code Ivy Mike dans le cadre de l’opération Ivy, fin 1952.
Cet essai (dont la puissance a largement dépassé celle calculée par les concepteurs de la bombe) incluait l’utilisation de drones. Des Boeing B-17 Flying Fortress volaient dans le nuage radioactif pour l’étudier et y capter des échantillons. Ces drones étaient contrôlés par d’autres B-17 à distance de contrôle visuel. À chaque opération, de 16 à 20 B−17 participaient à l’étude du nuage ; la moitié étaient des drones et l’autre moitié des avions de contrôle. Pour étudier l’expansion du champignon et les zones adjacente des tirs nucléaires de 1957 et 1958, des fusées libérant un ballon et du matériel d’étude (pour la plupart des Rockoons) ont été utilisées, pour limiter l’irradiation des personnels.

### Période récente: retour à la vie civile
Les habitants d’Enewetak avaient été déplacés sur Ujelang et devaient théoriquement y rester jusqu’en 1980. Des habitants déplacés ont commencé à revenir dans l’atoll dès les années 1970.

#### Décontamination des îles, réhabilitation

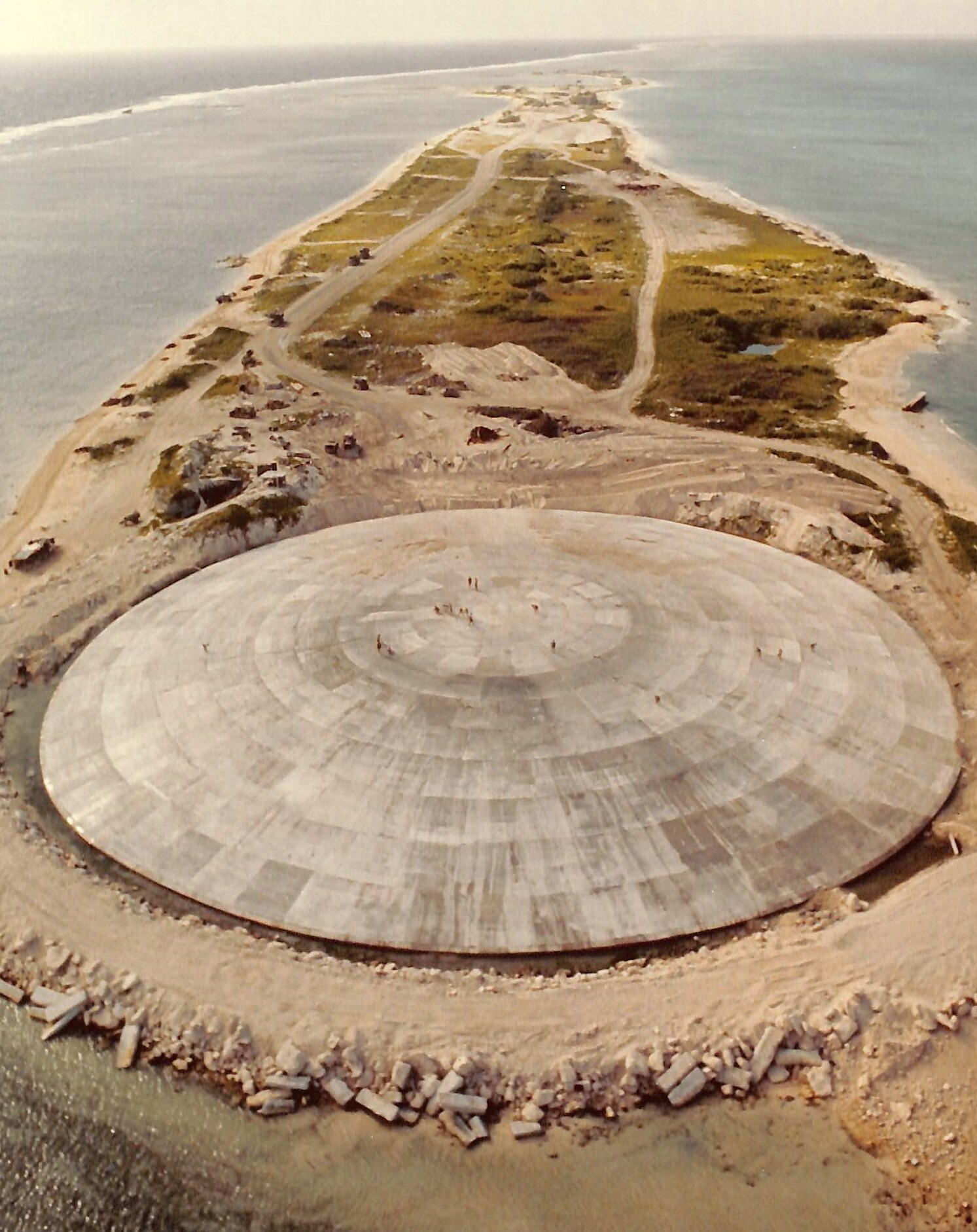
Vue aérienne du dôme recouvrant le dépôt de déchets radioactifs, sur Runit.

Dans un programme qui sera ensuite nommé « Enewetak Radiological Support Project » (qui sera piloté par le DOE, à partir de 1982), l'Agence de défense nucléaire (CND, 1981) avait retenu cinq scénarios possibles pour la dépollution de l'atoll d'Eniwetok. 
Le 15 mai 1977, l'armée américaine a eu ordre de commencer à décontaminer les îles.
La version finalement retenue a mis à contribution un important matériel et plus de 4 000 militaires américains amenés sur place, avec les objectifs suivants :
- suppression de tous les déchets et débris (radioactifs ou non radioactifs, incluant équipements, béton, ferraille, etc.) ;
- élimination de tout sol superficiel dépassant 14,8 Bq (400 pCi) de plutonium par gramme de sol ;
- suppression ou « amélioration » des sols dont la radioactivité due au plutonium était comprise entre 1,48 et 14,8 Bq (40 et 400 pCi) de plutonium par gramme de sol, avec traitement au cas par cas selon l'utilisation ultime envisagée pour le sol ;
- inertage (stabilisation) ; les sols radioactifs de six îles de l'atoll ont été décapés et mélangés avec de nombreux débris des anciennes installations inertés par mélange dans une matrice de liant hydraulique (du ciment Portland). Cet « inertage » ne réduit pas la radioactivité des déchets, mais empêche les envols sous forme de poussière et le lessivage par la pluie, ce phénomène de dispersion ayant toutefois été largement entamé depuis les années 1950. La décontamination des avions[2] et du matériel se faisait le plus souvent au tuyau d'arrosage, sans traitement des eaux contaminées. La pluie lessivait les particules en les emportant à la mer ou les fixant dans le sol. Les déchets (73 000 m3 de sol contaminé) ont été enfouis dans le cratère de la première explosion (dit « Cactus crater », situé à l'extrémité nord de Runit 11° 33′ 09,22″ N, 162° 20′ 50,29″ E), à la limite est de l'atoll. Les déchets furent noyés dans un dôme sphérique de béton d'une hauteur de presque 8 m, lui-même recouvert d'un bouchon de béton dense, jouant le rôle de sarcophage.

Il y a eu six morts accidentelles durant les travaux, qui ne furent pas attribuées aux radiations.
Le « Nevada Operations Office » du ministère de l'Énergie a été responsable de la certification de la situation radiologique de chaque île à la fin de la décontamination, sur chaque île. Plusieurs bases de données ont été élaborées pour documenter les taux de radiations avant et après les opérations de nettoyage, et fournir des données susceptibles de reconstituer les évaluations de dose.

Le gouvernement américain a décrété que les îles étaient aptes à être réhabitées en 1980.
En 2019, l'ONU fait état d'inquiétudes quant à de possibles fuites de matériaux radioactifs d'un dôme de béton renfermant les résidus d'essais nucléaires américains. Cette solution de stockage ne devait officiellement être que temporaire et pour réduire les coûts, le fond du cratère ne fut pas isolé avec une couche de béton. Le dôme est par ailleurs menacé par la montée des eaux provoquée par le réchauffement climatique.

#### Gestion des séquelles
La population et une partie des anciens militaires impliqués dans les essais nucléaires se sont plaints de séquelles.
Les objectifs de décontamination ont plus spécifiquement visé le retrait et le confinement du plutonium et d’autres éléments radioactifs lourds hautement radioactifs ou à longue période radioactive (demi-vie). L’évaluation prospective des doses a montré qu’avec le temps, c’est l’ingestion de césium 137 et d’autres produits de fission nucléaire, à partir d’aliments cultivés localement, qui est devenue la première source d’exposition humaine aux contaminants produits par les essais nucléaires.

#### Indemnisations financières
En 2000, le Marshall Islands Nuclear Claims Tribunal a accordé plus de 340 millions de dollars d’indemnités compensatrices à la population d’Enewetak pour la perte de jouissance de leurs terres, la pauvreté, et d’autres difficultés médicales ou liées aux séquelles des essais ou du nettoyage. Cette somme ne comprend pas les 6 millions de dollars par an prévus par les États-Unis pour l’éducation et les programmes de santé dans les îles Marshall, ainsi que pour le suivi des séquelles des essais nucléaires, qui font des États-Unis la principale et presque unique source d’argent de l’archipel.

#### Surveillance radiologique de la population
La contamination interne des habitants réinstallés a été périodiquement suivie de 1980 à 1997. Ce contrôle a été confié au Laboratoire national de Brookhaven (ancien Atomic Laboratory) qui pour cela a d’abord utilisé des outils de mesure de la radioactivité corporelle et un dosage de plutonium dans les urines (échantillons sur 24 h, dans lesquels on compte après déshydratation le nombre d’atomes de plutonium) .
Pour faire face à un déficit de confiance dans les analyses faites à distance, le ministère (département) américain de l’Énergie a accepté d’installer un laboratoire radiologique disposant d’un appareil de mesure de débit corporel (radioactivité de tout l’organisme) et de la contamination par le césium 137, le cobalt 60, et le potassium 40 via dosage d’échantillons biologiques pris sur place. Ce laboratoire a été installé sur l’atoll Enewetak lui-même et achevé en mai 2001. Il est suivi par le Laboratoire national de Lawrence Livermore qui épaule les techniciens (formation), veille à l’entretien du matériel et est responsable de l’assurance qualité du laboratoire,.

## Galerie

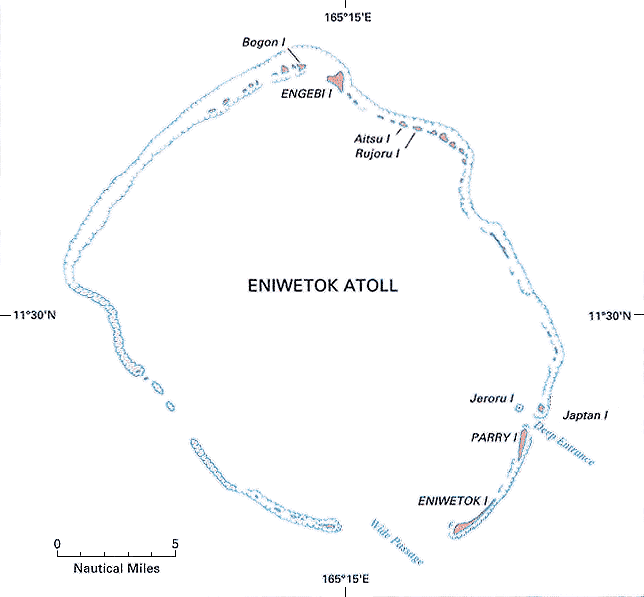
Carte de l’atoll d’Eniwetok.
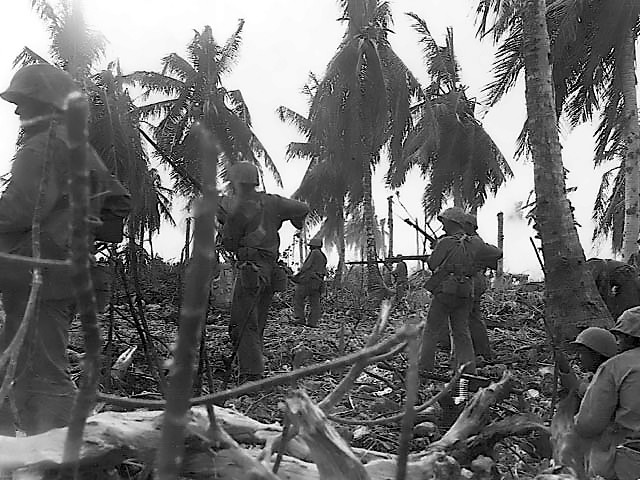
Progression des soldats américains sur l’atoll, encore richement végétalisé à cette époque (bataille d’Eniwetok, 1944).
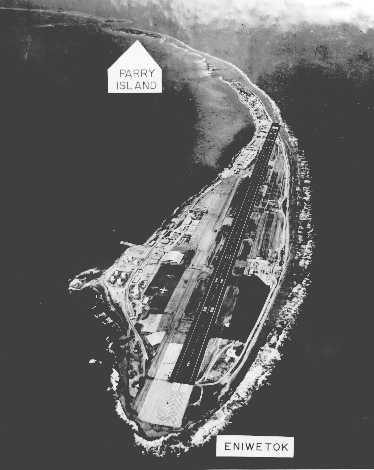
Vue aérienne de la piste d’atterrissage de l’atoll d’Eniwetok.